# 愛媛信用金庫
愛媛信用金庫（えひめしんようきんこ）は、愛媛県松山市に本店を置く信用金庫である。統一金融機関コードは1860。愛称は「あいしん」。
もともと愛媛県内の信用金庫では最大の規模であるが、愛媛県内の小規模でかつ営業範囲が松山市とその近郊で、重なる部分が多い伊豫信用金庫、三津浜信用金庫を合併し規模拡大している。

## 沿革

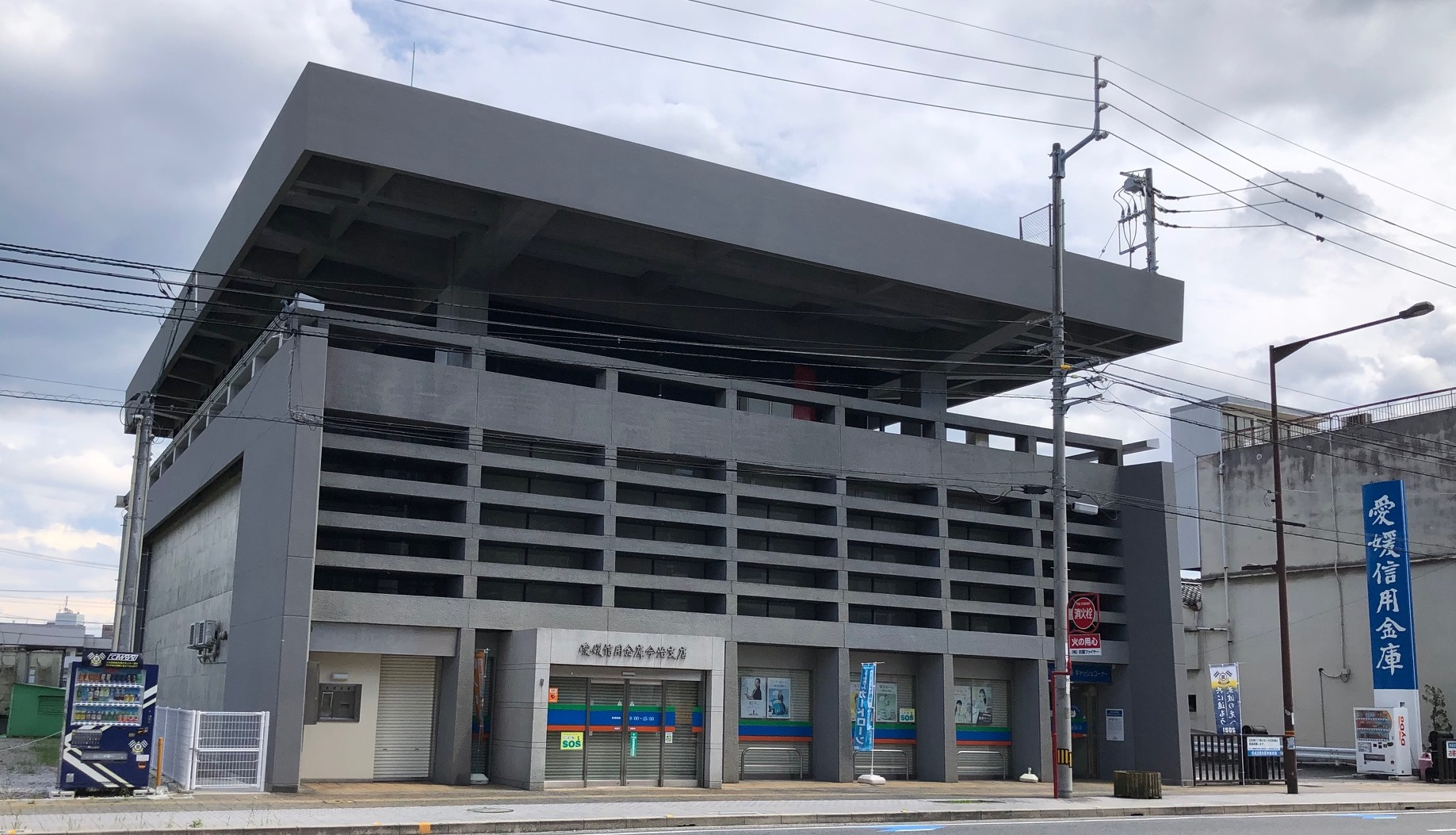
今治支店（旧今治信用金庫本店）設計は丹下健三による。

- 1906年12月5日 - 八幡浜信用組合を設立。
- 1913年 4月1日 - 松山信用組合を設立。
- 1928年7月20日 - 伊豫信用組合を設立。
- 1951年1月27日 - 今治信用組合設立。（以上、4組合とも後に信用金庫法に基づいて、各信用金庫に改組。）
- 1969年10月1日 - 今治信用金庫と松山信用金庫が合併して愛媛信用金庫となる（存続金庫は今治信用金庫）。
- 1970年11月 - 日本銀行歳入代理店事務取り扱い開始。
- 1972年10月1日 - 八幡浜信用金庫と合併する。
- 1974年4月 - 本店を松山市二番町の現在地に新築移転。
- 1975年5月 - 預金オンラインがスタート。
- 1976年10月 - 為替オンラインがスタート。
- 1978年7月 - 融資オンラインがスタート。
- 1983年6月 - 国債の窓口販売業務取り扱い開始。
- 1990年9月 - 両替商業業務取り扱い開始。
- 1991年
  - 3月 - 休日のATM業務取り扱い開始。
  - 4月 - 愛媛県公金収納事務取り扱い開始。
- 1993年5月 - 新オンラインシステム稼動。
- 1994年5月 - 信託代理業務取り扱い開始。
- 1998年12月 - 証券投資信託窓口販売業務取り扱い開始。
- 1999年4月 - 外貨定期預金取り扱い開始。
- 2000年
  - 3月- デビッドカードサービス取り扱い開始。
  - 10月1日 - 伊豫信用金庫と合併する。
  - 12月 - しんきんゼロネットサービス取り扱い開始。ホームページ開設。
- 2001年4月 - 保険窓口販売業務取り扱い開始。
- 2002年
  - 2月 - 確定拠出年金業務取り扱い開始。
  - 10月 - 生命保険の窓口販売業務取り扱い開始。
- 2003年2月 - 個人向け国債取り扱い開始。
- 2005年
  - 5月 - 信金大阪共同事務センター事業組合のシステムへ移行。
  - 12月 - 遺言信託･遺産整理業務･国民年金基金加入勧奨業務取り扱い開始。
- 2006年
  - 4月 - 新経営理念･私たちの宣言を制定。
  - 10月16日 - 三津浜信用金庫と合併する。
  - 11月 - コーポレートスローガン「『愛』ある街のホームドクター 愛媛信用金庫」を制定。
- 2007年
  - 4月 - ATM時間外利用手数料を廃止。
  - 7月 - 営業地区を愛媛県一円に拡張。
  - 12月 - 医療保険･がん保険取り扱い開始。
- 2008年10月1日 - 信金大阪共同事務センターに加盟する四国内の9信用金庫[注釈 1]において、ATM相互入出金手数料を完全無料化。
- 2009年
  - 1月 - 愛媛信用金庫研修所開所[1]
  - 10月 - しんきん四国ゼロネットサービス取り扱い開始。
- 2010年7月 - 個人向けインターネットバンキングサービス取り扱い開始。
- 2011年6月 - 投信インターネットサービス取り扱い開始。
- 2012年6月 - 営業地区を香川県観音寺市・三豊市へ拡張。
- 2013年
  - 2月 - でんさいネットサービス取り扱い開始。
  - 4月 - 外貨普通預金業務･先物為替予約業務取り扱い開始。
- 2014年12月 - 外貨建て融資（インパクト・ローン）取り扱い開始。
- 2017年6月 - 子育て支援ネットワーク設立[1]
- 2018年10月 - 本支店及び他金融機関との即時振込の取扱時間を24時間に拡大。
- 2019年4月 - しんきんバンキングアプリサービス取り扱い開始。

## 関連会社
- 愛媛信友株式会社（不動産の賃貸業など）
- あいしんビジネスサービス株式会社（ATM監視･保守業務、守衛業務など）

## 営業地域
- 愛媛県一円および香川県観音寺市・三豊市。

## 不祥事
- 2020年11月13日、社内規則に違反する不適切な言動によるハラスメントがあったとして当時の理事長（弓山慎也）が辞任した[2][3]。